# Tänassilma
Tänassilma (deutsch Tennasilm) ist ein Dorf (estnisch küla) im Kreis Viljandi in Estland. Es gehört zur Landgemeinde Viiratsi. Tänassilma hat 160 Einwohner. Der Ort befindet sich zwischen dem Fluss Tänassilma und der Landstraße Põhimaantee 92, etwa 15 km östlich von Viljandi.
In Tänassilma gibt es ein Gemeindehaus, eine Grundschule sowie ein Postamt. 
Die ehemalige orthodoxe Kirche von Tänassilma, erbaut von 1897 bis 1898, Architekt Vladimir Lunski, befindet sich trotz einiger Renovierungsarbeiten seit den 1980er Jahren in schlechtem Zustand und wird nicht genutzt. Sie steht seit 1998 unter Denkmalschutz.

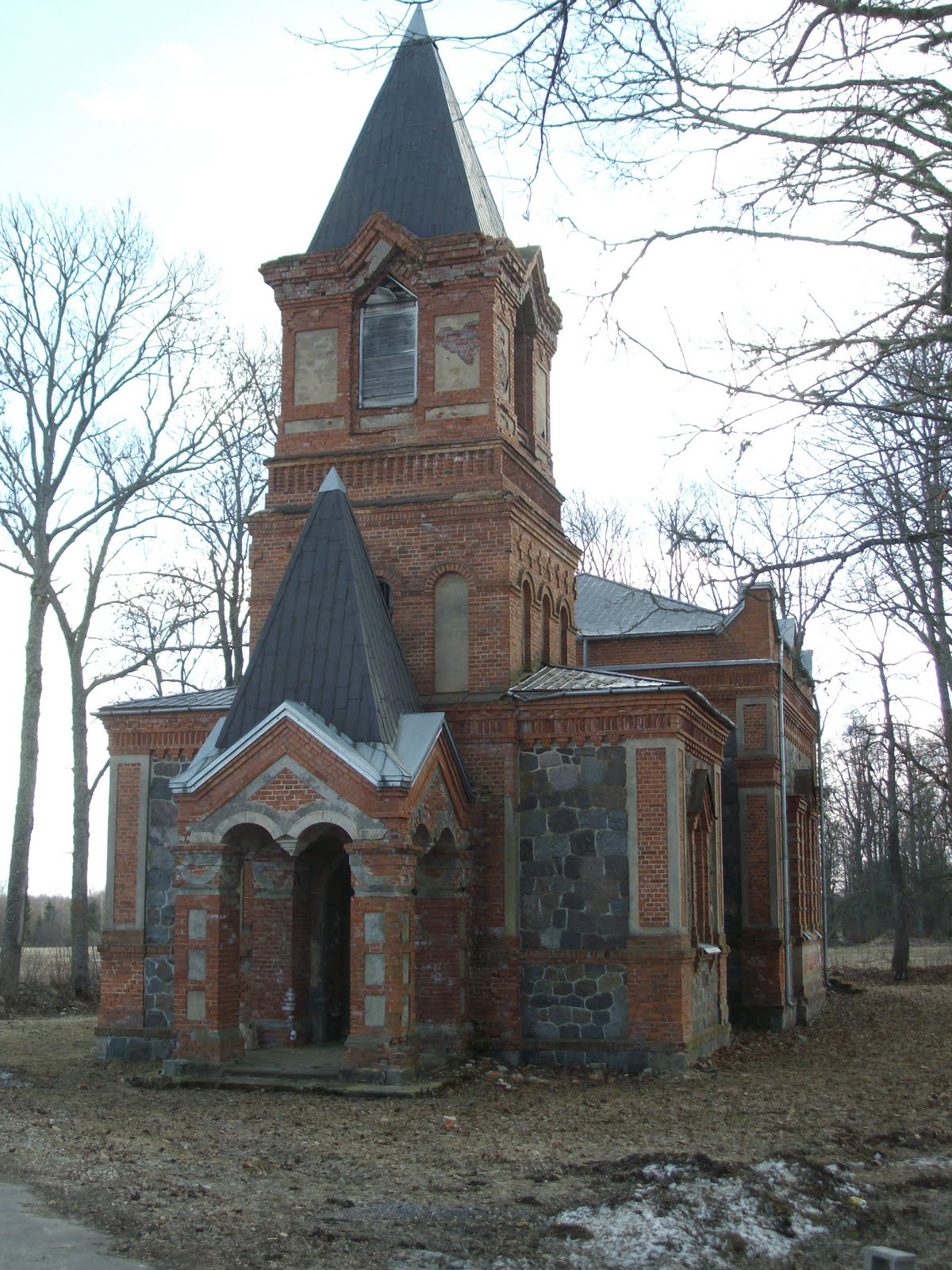
Ehemalige orthodoxe Kirche